# Penstemon osterhoutii
Penstemon osterhoutii är en grobladsväxtart som beskrevs av Francis Whittier Pennell. Penstemon osterhoutii ingår i släktet penstemoner, och familjen grobladsväxter. Inga underarter finns listade i Catalogue of Life.